# Јохан Шобер
Јохан Шобер (Перг, 14. новембар 1874 — Гутенбрун, 19. август 1932) је био аустријски полицајац и политичар. Он је једини човек у историји који је у три наврата био канцелар Аустрије.

## Биографија

### Почетак каријере
Шобер је рођен као десето дете Франца и Кларе Шобер. Служио је у аустријској полицији од 1898. године. Шибер је био један од водећих истражитеља када се 1913. открила шпијунска афера директора доказног бироа, Алфреда Редла, и одлучно допринео разрешењу тог случаја. Постао је председник полиције 1918, пре него што је пало Аустроугарско царство и осим у моментима док је вршио дужност канцлара, држао то место све до своје смрти. Остао је веран Аустрији након пада монархије, али је такође осигурао и сигуран одлазак краљевске породице из монархије, добијајући похвале за своју умереност и за улогу у преносу власти без последица.

### Прва два мандата
Пошто је сматран као безбедан избор у очима савезника, он је изабран за председника коалиционе владе од стране Хришћанске социјалне партије и пангерманиста. Комбинујући улогу шефа државе са улогом министра иностраних послова он је 16. децембра 1921. у замку Лани потписао уговор са Чехословачком, иако је то довело до пропасти његове владе, зато што су пангерманисти видели овај уговор као препреку за евентуални будући савез са Немачком.
26. и 27. јануара Валтер Брајски је на један дан преузео дужност канцелара. Већ 27. јануара Шобер је поново постао канцелар и именовао је нову владу која се поново састојала од функционера и министра Хришћанско социјалне странке. Зато што су социјалдемократе одбациле да прихвати нови кредит у парламенту Шобер се са својом владом повукао 24. маја 1922. године.

### Интерпол
Шобер је добио међународно признање за свој рад у полицијској управи и постао је познат као "отац Интерпола". У својој улози председника полиције у Бечу Шобер је сазвао други међународни криминалистички полицијски конгрес, у граду у којем је живео, на које је привукао представнике 19 земаља. На конгресу је одлучено да би учесници требало да оснују удружење које ће да буде познато као Међународна криминалистичка полицијска комисија (ICPC), направе нацрт устава који се састоји из десет тачака и даље да раде на циљевима који су изнети на првом састанку који је одржан у Монаку 1914. године. Аустрија је понудила да буде домаћин и финансијер овог догађаја, па је Беч изабран за домаћина конгреса, док је Аустрија уживала велику међународну репутацију због њиховог рада о вођењу евиденције о међународним криминалцима у то време. Шобер је постао први председник Интерпола 10. септембра 1923, док је његов земљак Оскар Дреслер, познати адвокат и у то доба шеф аустријске полиције, постао секретар Међународног полицијског конгреса.

### Јулска побуна
Када је по други пут напустио место канцелара, вратио се на место председника полиције. Иако је био познат по својој умерености у одлукама, његов углед је тешко погођен када је у јулу 1927. захваљујући његовим наредбама крваво угушен протест на улицама Беча у којима је погинуло више од 80 људи. Познати сатиричар Карл Краус је био толико разјарен овом полицијском акцијом да је започео плакат кампању у којој се тражи оставка Шобера.

### Трећи мандат
Шобер је по трећи пут дошао на место канцелара 26. септембра 1929. Тада је формирао владу од независних министара и представника Хришћанске социјалне странке. 7. децембра 1929 у парламенту је једногласно одлучено да буду постигнуте уставне реформе у којима је председник примио више права. 20. јануара 1930. је договорено укидање репарације која је била направљена поразом у Првом светском рату. На тај начин су ослабљене последице велике економске кризе из 1929. 6. фебруара 1930. потписао је уговор о пријатељству са Италијом и завршио је комерцијални уговор са Немачком. Није успео у покушају да разоружа Шуцбунд и Хеимвер, две војне групе које су оперисале у Аустрији. Оставком вицеканцелара Карла Ваугоина Шобер се 25. септембра 1930. повукао са својом владом.

### Вицеканцелар
Шобер је обављао место вицеканцелара Аустрије од 4. децембра 1930. до 29. јануара 1932. док су канцелари били Карл Ваугоин, Ото Ендер и Карл Буреш. У марту 1931. је уговорио царинску унију са Немачком, иако је због притисака Француске и Чехословачке на тај план усвојен вето. Дао је оставку на место вицеканцелара због све чешћих вербалних напада од стране Хришћанско социјалне партије.
Јохан Шобер умро је изненада од срчаног удара, 19. августа 1932. у својој 57. години у Гутебруну. Сахрањен је на гробљу у Пергу.